# Kaijanjärvi (sjö i Viitasaari, Mellersta Finland)
Kaijanjärvi är en sjö i kommunen Viitasaari i landskapet Mellersta Finland i Finland. Arean är 42 hektar och strandlinjen är 4,65 kilometer lång. Sjön  ingår i Kymmene älvs huvudavrinningsområde.   Den ligger omkring 85 kilometer norr om Jyväskylä och omkring 320 kilometer norr om Helsingfors. 